# Rhodesian ridgeback
Rhodesian ridgeback – jedna z ras psów należąca do grupy psów gończych, posokowców oraz ras pokrewnych. W obrębie tej grupy rhodesian znajduje się w sekcji dla ras pokrewnych. Jego bliskim kuzynem, choć znajdującym się w innej grupie FCI, jest thai ridgeback. Typ wyżłowaty i dogowaty. Nie podlega próbom pracy.

## Krótki rys historyczny
Historia rasy rhodesian ridgeback sięga daleko w przeszłość. Najstarsze jej ślady prowadzą do pierwotnych psów afrykańskich plemion Khoi-Khoi (Hotentotów). Były to plemiona myśliwych i pasterzy, które ok. 500 r. n.e. rozpoczęły wędrówkę z północnych krańców kontynentu afrykańskiego (dzisiejszy Egipt, Etiopia i Sudan) na południe, w stronę Przylądka Dobrej Nadziei. Tam, w XV wieku, po raz pierwszy zetknęły się z Europejczykami – portugalskimi żeglarzami i poszukiwaczami przygód, których statki zawijały w te strony. Z tego okresu pochodzą pierwsze niejasne wzmianki o „afrykańskim psie z pręgą na grzbiecie”. Biali misjonarze i osadnicy, którzy dotarli do Przylądka dwieście lat później, już nieco dokładniej opisują psy gończe Hotentotów, które miały odznaczać się „wielką odwagą i wyjątkową brzydotą”.
Rycina z dzieła brytyjskiego misjonarza Davida Livingstone’a „Missionary Travels in South Africa” (1857 r.) przedstawia polujących Buszmenów i psa z nastroszonym pasmem sierści na grzbiecie, przypominającym pręgę. Z kolei Max Silber w swojej książce „Psy Afryki”, wydanej w 1893 r., donosi: „Pies Hotentotów należy do najbrzydszych kreatur spośród całej psiej familii; ma szorstki, nastroszony włos, wąski pysk i stojące uszy. Bury kolor i niepozorny wygląd nie umniejszają jednak jego cennych umiejętności.”

## Użytkowość
Rhodesiany nazywane były psami gończymi na lwy, która to nazwa zachowała się do dzisiaj. Nigdy nie zabijały, tylko całym stadem otaczały ofiarę, nie dawały się jej przedrzeć przez zabójcze koło i czekały na myśliwych.
W Polsce rhodesiany można spotkać na zawodach agility. W Stanach Zjednoczonych biorą udział również w coursingu.

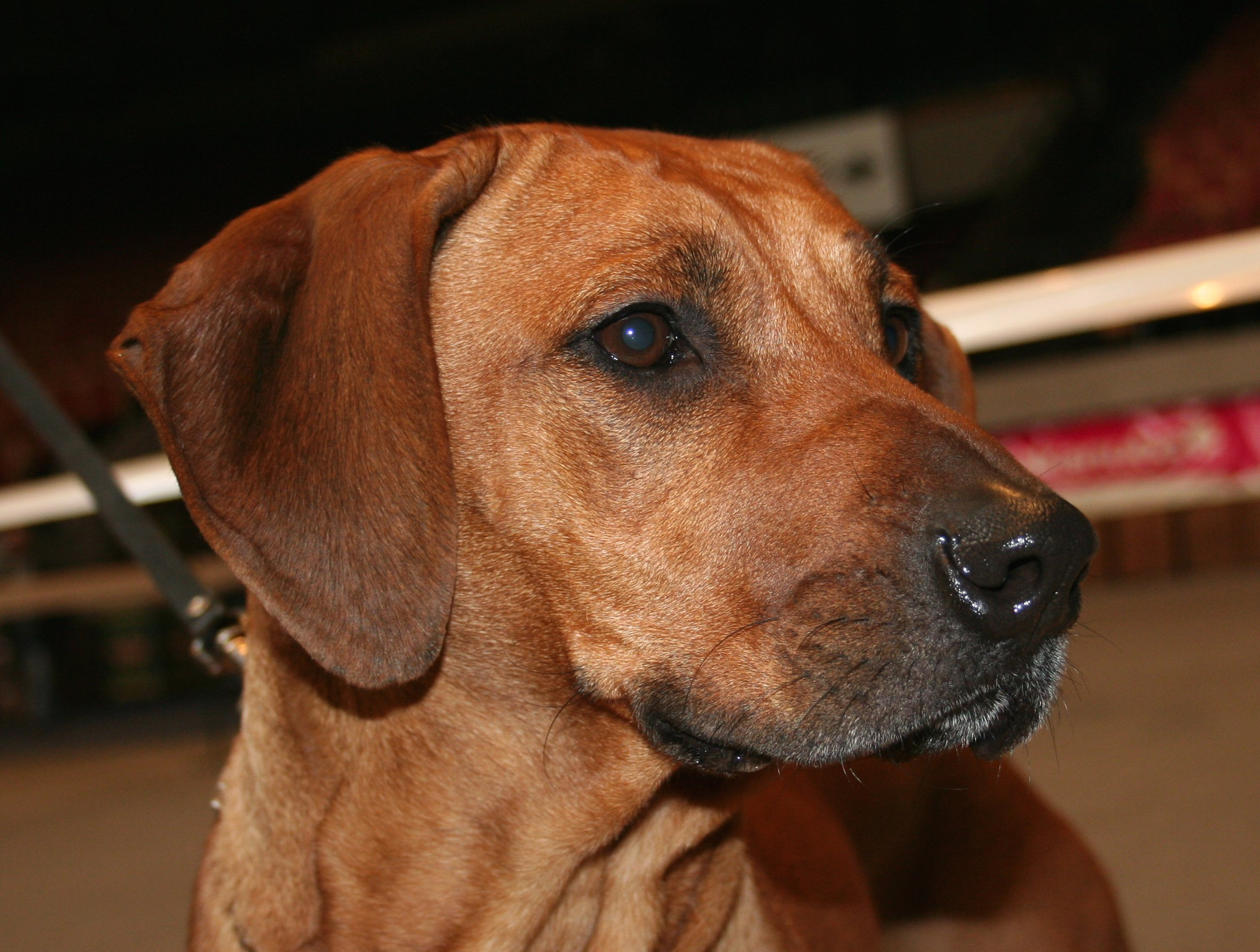
Głowa psa rasy rhodesian ridgeback

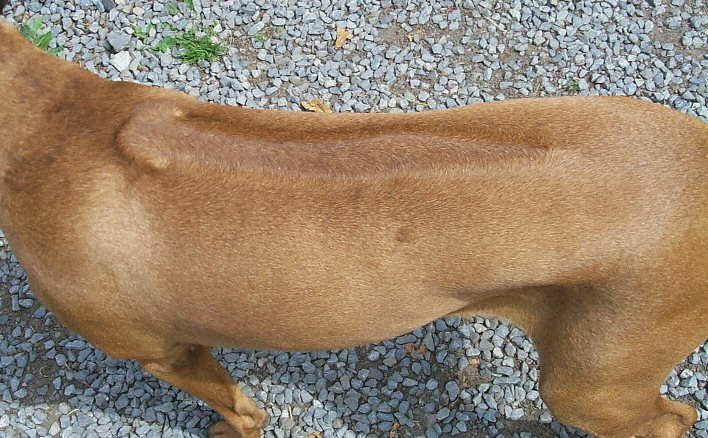
Pasmo włosów na grzbiecie rhodesiana zwane "ridge"

## Temperament
Rhodesiany są inteligentnymi psami, szybko dostosowującymi się do nowych warunków otoczenia. Rozdrażnione, stają się zajadłym przeciwnikiem. Dość aktywne, potrzebują sporej codziennej dawki ruchu. Odważne, trudne do podporządkowania, mają skłonność do podejmowania prób dominacji wobec członków rodziny, stąd należy je wychowywać konsekwentnie i stanowczo. Dużo osób uważa, że psy te nie znają swojej siły, przez co nie należy zostawiać ich samych z dziećmi. Lubią inne zwierzęta. Są raczej nieufne w stosunku do obcych. Są to psy niezależne. Podczas szkolenia ważna jest stanowczość i konsekwencja, nie można jednak krzyczeć.

## Budowa
Pod względem eksterieru i umaszczenia rhodesian ridgeback jest dziś jednorodną rasą. Jest to efekt pracy wielu pokoleń hodowców. Jest większy i mocniej zbudowany niż jego afrykański protoplasta, pies Hotentotów, jednak jego sylwetka nie powinna zdradzać żadnych oznak ciężkości. Z punktu widzenia użytkowości i pierwotnego przeznaczenia rasy, zarówno budowa zbyt ciężka, jak i zbyt wątła są niepożądane. Pewna różnorodność typów w obrębie rasy jest bez wątpienia zdrowa i korzystna, jednak niepożądane są wszelkie skrajności. Jeden ze znanych sędziów rasy z RPA zapytany o kryteria, jakimi kieruje się przy ocenie ridgebacków w ringu, odparł: „Staram się odpowiedzieć sobie na pytanie, czy dany pies byłby w stanie zapolować na lwa”. 
Wzorzec rasy podkreśla, że ridgeback to pies o wyważonych proporcjach, mocny, muskularny, zwinny i aktywny, o harmonijnej sylwetce, bardzo wytrzymały i szybki. Główny akcent w jego wyglądzie położony jest na zwinność, elegancję i harmonię. W kłusie powinien poruszać się płynnym, wydłużonym krokiem, z widoczną lekkością i swobodą.

## Szata i umaszczenie
Od jasnopszenicznego do czerwonopszenicznego. Dozwolone są drobne białe znaczenia na piersi i palcach, ale występowanie białych znaczeń powyżej palców czy w innym miejscu niż na piersiach, jest niedozwolone. Dozwolona jest ciemna kufa i uszy, ale nadmiar czarnego włosa w innych miejscach jest niepożądany.

## Utrzymanie
Łatwa pielęgnacja włosa. Dobrze nadają się do uczestnictwa w kursach szkoleniowych, wymagają odpowiedzialnego prowadzenia, bez zbędnej surowości. Bardzo ważne jest odpowiednie karmienie.